# 欣德巴赫河 (格青阿赫河支流)
47°56′15.80″N 12°45′50.05″E / 47.9377222°N 12.7639028°E
欣德巴赫河是德國的河流，位於該國東南部，由巴伐利亞負責管轄，屬於格青阿赫河的支流，河道全長1.9公里，流域面積26.4平方公里。